# Marcus G. Kulp
Marcus G. Kulp (* 21. Juli 1983 in West-Berlin) ist ein deutscher Sänger, Schauspieler und Musicaldarsteller (Tenor).

## Leben
Nach dem Abitur am Freiherr-vom-Stein-Gymnasium und dem Zivildienst begann Kulp ein Studium der Musikwissenschaften an der Humboldt-Universität zu Berlin sowie eine klassische Gesangsausbildung bei Carlos Aguirre. Nachdem er mehrfach als Gesangssolist in der Philharmonie Berlin aufgetreten war und einen Kurzfilm für die Berliner Philharmoniker erarbeitet hatte, wechselte er 2005 für eine Ausbildung zum Musicaldarsteller an die Joop van den Ende Academy nach Hamburg.
Es folgten Engagements u. a. bei Wie einst im Mai und in Aladin. In Eisenach und Marburg gehörte er zum Ensemble von Elisabeth – Die Legende einer Heiligen, wo er zudem Assistent der musikalischen Leitung war. 2009 übernahm er bei der Uraufführung von Rhönpaulus – Das Musical die Rolle des Gerlach. Darauf folgend war er u. a. in der Oper Trouble in Tahiti, Ein Sommernachtstraum, 1830 – Das Schloss muss brennen sowie Dynamit! zu erleben.
Er gehörte zur Premierenbesetzung von Die Päpstin – Das Musical in Fulda und Hameln und war unter der Regie von Holger Hauer in La Cage aux Folles am Landestheater Coburg sowie in Cabaret im Zeltpalast Merzig zu sehen. Von 2012 bis 2016 war er ständiger Gast am Landestheater Coburg u. a. in Im weißen Rößl, Sunset Boulevard, Hair, Der Vogelhändler und der deutschsprachigen Erstaufführung von Barry Manilows Copacabana. Bei Titanic – Das Musical wirkte er sowohl auf der Walensee-Bühne Walenstadt (Schweiz) als auch bei einem Gastspiel des Stadttheaters Brünn am Theater Ingolstadt mit.
In der Neuinszenierung von Die Päpstin – Das Musical in Neunkirchen (Saar), war Kulp die Zweitbesetzung für alle männlichen Hauptrollen und übernahm in der Stuttgarter Spielserie die Erstbesetzung Rabanus/Fulgentius. Danach war er von Mai bis September 2018 im Füssener Festspielhaus in der Wiederaufnahme von Ludwig² zu sehen. Dort folgte anschließend ein Engagement als Walk-In-Cover für alle männlichen Rollen in Frank Nimsgerns Der Ring. Bei der Füssen-Premiere von Die Päpstin – Das Musical konnte man ihn als alternierende Besetzung Gerold, Rabanus und Johannas Vater erleben. In der darauf folgenden Winterspielzeit von Ludwig² war er die Erstbesetzung des Dr. von Gudden und erstmals Cover der Titelpartie Ludwig II.
Im Sommer 2019 kehrte Kulp als Kaiser Lothar zur Originalinszenierung von Die Päpstin nach Fulda zurück.
Beim Musicalsommer Fulda gehörte er 2020 zur Besetzung für die geplante Uraufführung von Robin Hood – Das Musical von Chris de Burgh und Dennis Martin. Infolge der COVID-19-Pandemie wurde die Produktion für 2020 abgesagt und eine Verschiebung auf das Jahr 2021 mit gleicher Besetzung angekündigt. Nach der erneuten pandemiebedingten Verschiebung von Robin Hood – Das Musical wirkte Kulp im Sommer 2021 in mehreren Hauptrollen bei den Schlossfestspielen Schwerin mit, die mit Titanic – Das Musical unter strengen Hygienevorschriften und mit stark reduziertem Publikum zum letzten Mal auf dem Alten Garten stattfanden.
Zuletzt war er als Walk-In-Cover für mehrere Rollen bei Robin Hood – Das Musical in Fulda und Hameln tätig.
Kulp ist seit 2012 regelmäßig an Lesungen und Präsentationen von Stückentwicklungen des Gallissas-Theaterverlags u. a. in Zusammenarbeit mit Gabriel Barylli, Xavier Naidoo, Marcus Heitz und Ralph Siegel beteiligt.
Er ist Mitglied der Genossenschaft Deutscher Bühnen-Angehöriger und Beisitzer für Musiktheater im Landesverband Berlin-Brandenburg.

## Rollen (Auswahl)
- 2005: Ensemble in Wie einst im Mai, Schlosspark Theater, Berlin
- 2008/09: Ensemble in Elisabeth – Die Legende einer Heiligen, Landestheater Eisenach & Stadthalle Marburg
- 2009: Ensemble in Mörder auf dem Maskenball, Laeiszhalle Hamburg
- 2009: Gerlach in Rhönpaulus – Das Musical, Dermbacher Festspiele
- 2010: Boy 2 in Trouble in Tahiti, Hochschule für Musik und Theater Hamburg
- 2010: Demetrius in Ein Sommernachtstraum, Bettfedernfabrik Oberwaltersdorf
- 2010: Dimitri Marinovic / Baronin Karoline von Suttner in Dynamit!, Kleines Theater am Südwestkorso, Berlin
- 2011: Kaiser Lothar I. / Prior Thomas, Johannas Vater / Papst Sergius in Die Päpstin – Das Musical, Schlosstheater Fulda
- 2012: Chantal in La Cage aux Folles, Landestheater Coburg
- 2012: Kaiser Lothar I. / Prior Thomas, Johannas Vater / Papst Sergius in Die Päpstin – Das Musical, Schlosstheater Fulda & Theater Hameln
- 2013: Zollbeamter / Max / alle Matrosen in Cabaret, Zeltpalast Merzig
- 2014: Artie Green / Mr. Manfred, Morino in Sunset Boulevard, Landestheater Coburg
- 2014: Piccolo in Im weißen Rössl, Landestheater Coburg
- 2014/15: Ronny / Mutter / Colonel in Hair, Landestheater Coburg
- 2015: 3. Offizier Pitman / Major, Thomas Andrews, J. Bruce Ismay in Titanic – Das Musical, Walensee-Bühne
- 2015: Johannas Vater / Papst Sergius in Die Päpstin – Das Musical, Theater Nordhausen
- 2015: Süffle in Der Vogelhändler, Landestheater Coburg
- 2016: Rico Castelli in Copacabana, Landestheater Coburg
- 2016: Squire Trelawney, Vater Stevenson / Captain Smollett in Die Schatzinsel – Das Musical, Theater Hameln
- 2016/17: Quentin / Kardinal / Ensemble in Luther – Rebell Gottes, Stadttheater Fürth
- 2017/18: Kaiser Lothar I. / Gesangssolist, Gerold, Anastasius, Rabanus, Fulgentius, Johannas Vater, Papst Sergius, Aeskulapius, Arsenius in Die Päpstin – Das Musical, Neue Gebläsehalle Neunkirchen
- 2018: Wallace Hartley / 3. Offizier Pitman / Major in Titanic – Das Musical, Městské divadlo Brno (Stadttheater Brünn) & Theater Ingolstadt
- 2018: Rabanus / Fulgentius, Gerold, Johannas Vater in Die Päpstin – Das Musical, Theaterhaus Stuttgart
- 2018/19: Dr. Gudden, Ludwig II., Schattenmann, Graf Rettenberg, Freiherr von Lutz, Kaspar, König Max, Vanderpool in Ludwig², Festspielhaus Füssen
- 2018: Alberich, Wotan, Siegfried, Fasolt (Stimme) in Der Ring, Festspielhaus Füssen
- 2018: Rabanus, Gerold, Johannas Vater in Die Päpstin – Das Musical, Festspielhaus Füssen
- 2019: Kaiser Lothar I. / Bruder Thomas, Gerold, Fulgentius / Rabanus, Arsenius / Ratgar in Die Päpstin – Das Musical, Schlosstheater Fulda & Theater Hameln
- 2021: Wallace Hartley / 2. Offizier Charles Lightoller, Swing, Thomas Andrews,  J. Bruce Ismay, Frederick Barrett, 3. Offizier Herbert Pitman / Der Major, Charles Clarke in Titanic – Das Musical, Schlossfestspiele Schwerin des Mecklenburgischen Staatstheaters Schwerin

## Diskografie
- Aladin – Das Hörspiel zum Musical (Hamburg 2007) als Sasa[19]
- Elisabeth – Die Legende einer Heiligen (Originalcast 2008, Eisenach) als Ensemble / Studio-Vocals[20]
- Rhönpaulus – Das Musical (Originalcast 2009, Dermbach) als Gerlach[21]
- Die Päpstin – Das Musical (Originalcast 2011, Fulda) als Kaiser Lothar I.[22]
- Robin Hood – Das Musical Weihnachts-Promotion-CD (Originalcast 2020) als Papst / Studio-Vocals[23]
- Robin Hood – Das Musical (Originalcast 2021, Fulda) als Papst / Studio-Vocals[24]